# Andrés Kalawski
Andrés Antonio Kalawski Isla (Santiago, 30 de diciembre de 1977) es un dramaturgo y guionista chileno.

## Biografía
Hijo del psicólogo Alex Kalawski, estudió en la Escuela de Teatro de la Universidad Católica (UC), de la cual egresó en el año 2001; obtuvo un magíster en Literatura con mención en Teoría Literaria de la Universidad de Chile, Facultad de Filosofía y Humanidades. 
Su obra Más que nada fue incluida en la VII Muestra de Dramaturgia Nacional (2001) y nominada al Premio APES como mejor dramaturgia del año. Ha publicado cuentos y columnas de opinión. 
En 2002 un jurado compuesto por Nicanor Parra, Volodia Teitelboim, Miguel Arteche, Gonzalo Rojas y Fernando Quilodrán le entregó el primer premio del Concurso de Poesía de los Setenta Años de las JJ.CC.
Sus textos de teatro breve han sido premiados en diversas oportunidades. Se ha desempeñado también como docente en diversas universidades de Chile, particularmente en su alma mater y la Mayor.
Es profesor de la Facultad de Comunicaciones de la UC y de la Escuela de Teatro Universidad Católica.

## Obra

### Libros
- Ensayo y error, poesía; Ediciones del Temple, Santiago, 2003
- Chile, Logo y Maquinaria, tres piezas; editorial Sangría, 2011
- Niño terremoto, literatura infantil, con ilustraciones de Andrea Ugarte y epílogo de Aline Kuppenheim; Frontera del Sur, 2011, ISBN 9789568822071
- La niña que se perdió en su pelo, literatura infantil, con ilustraciones de Andrea Ugarte; Alfaguara Infantil Chile, 2012, ISBN 9789563473438
- "Un espacio vacío", literatura infantil, con ilustraciones de Catalina Bu; Editorial Planeta, 2016, ISBN 978-956-360-119-0

### Dramaturgia
- Niño terremoto, dirigida por Gala Fernández, Teatro Universidad Católica, 2011[1]
- Pana, dirigida por Francisco Albornoz, Teatro Universidad Católica, 2009
- Enormes detalles, dirigida por Ramón López, Teatro Universidad Católica, 2008-2009
- Monólogo del ciudadano, dirigida por Rodrigo Peralta, colectivo 244E, en el Anfiteatro Museo Nacional de Bellas Artes, 2005
- Tuvalu, dirigida por Beatriz Liebe, Farinera del Clot, Barcelona, 2005
- Chile, dirigida por Matías Oviedo en Galpón 7, 2004
- Discurso de un animal que se arrastra, dirigida por Raimundo Guzmán, Escuela de Teatro Universidad Católica, 2003
- La, dirigida por Álvaro Viguera, Festival FITAM, Teatro de la Universidad Arcis, 2003
- Logo, dirigida por Francisco Albornoz, estrenada en 2002 durante el ciclo El viaje de dramaturgos UC
- Hopeful monster, dirigida por Álvaro Viguera, IV Festival de Teatro en Pequeño Formato', en Galpón 7, 2002
- Discurso de un animal que se arrastra, dirigida por Beatriz Liebe, Taller riereta.net, en Barcelona, 2002
- Más que nada, dirigida por Francisco Albornoz, VII Muestra Nacional de Dramaturgia, 2001
- Monstruos, dirigida por Francisco Albornoz, III Festival de Teatro en Pequeño Formato, 2001
- Maquinaria, dirigida por Francisco Albornoz, III Festival de Teatro en Pequeño Formato, 2001
- Más que nada, dirección colectiva de la Compañía Tateshh en la Sala Pedro Prado de Estación Mapocho, 2001

#### Dramaturgia en obra colectiva
- Criada, dirigida por Álvaro Viguera en el Teatro Lastarria 90, 2008
- Agnus Lupus, dirigida por Beatriz Liebe en el Aula de Titelles del Institut del Teatre, en Barcelona, 2007
- Taxidermia, dirigida por Beatriz Liebe, en Casal de Joves de Sant Feliu de Llobregat, con el patrocinio del Museu de Ciències Naturals de Barcelona, en Barcelona, 2006
- Terminal, las aves de Aristófanes, versión libre de la obra de Aristófanes, dirigida por Francisco Albornoz, como proyecto de egreso de la generación 2005 de la Escuela de Teatro de la Universidad ARCIS, en el Teatro Facetas, 2005
- Seis teatros, versión libre de la obra de Olivier Py, dirigida por Francisco Albornoz, como proyecto de egreso de la generación 2005 de la Escuela de Teatro de la Universidad Mayor, en la sala de Teatro Universidad Mayor, 2005
- Lear [antes del mar], versión libre de la obra de Shakespeare, dirigida por Francisco Albornoz en Galpón 7, 2004
- Relato del mar [romeo & julieta], versión libre de la obra de Shakespeare, dirigida por Francisco Albornoz, en el Teatro Lastarria 90, 2002
- Cruzadas, dirigida por Francisco Albornoz como egreso del Diplomado en Teatro de la Escuela de Arte Dramático del Sur, Concepción, 2001

#### Otros
- El cortesano, concierto teatralizado dirigido por Macarena Baeza en el Teatro UC, 2006
- Context live, performance dirigida por Beatriz Liebe en la Sala Metronom, Barcelona, 2003
- Cesante, asistencia de guion, 2003

### Televisión
- O’Higgins, vivir para merecer su nombre (Canal 13 – Cine 21. Dirigida por Ricardo Larraín, 2007)
- Ex (Sitcom para Chilevisión – Cine 21. Dirigida por Ricardo Larraín. Concurso CNTV 2005, 2006
- Alberto: ¿quién sabe cuánto cuesta hacer un ojal? (Canal 13 – Cine 21. Dirigida por Ricardo Larraín, 2005

## Premios
- Premio de A.D.N. (Asociación de Dramaturgos Nacionales) a la mejor dramaturgia de Teatro Breve por la obra Maquinaria, IV Festival de Teatro en Pequeño Formato, 2001[2]
- Premios a la mejor dramaturgia y al mejor montaje del III Festival de Teatro en Pequeño Formato por Maquinaria, 2001[2]
- Premio a la mejor dramaturgia del IV Festival de Teatro en Pequeño Formato por Hopeful Monster, 2002
- Premio de A.D.N a la mejor dramaturgia de Teatro Breve por Hopeful monster en el IV Festival de Teatro en Pequeño Formato, 2002
- Primer premio en el concurso de poesía 70 años de las Juventudes Comunistas. Jurado integrado por Nicanor Parra, Volodia Teitelboim, Miguel Arteche, Gonzalo Rojas y Fernando Quilodrán (2002)
- Finalista del Premio Altazor en la categoría Mejor guion televisivo por Alberto ¿Quién sabe cuánto cuesta hacer un ojal? Canal 13 – Cine 21, 2006
- Finalista del Premio Altazor en la categoría Mejor guion televisivo por O’Higgins, vivir para merecer su nombre Canal 13 – Cine 21, 2008
- Premio Marta Brunet de Literatura Infantil por Niño terremoto[3]